# Élections législatives grecques de 1977
 (juin 2018).
Si vous disposez d'ouvrages ou d'articles de référence ou si vous connaissez des sites web de qualité traitant du thème abordé ici, merci de compléter l'article en donnant les références utiles à sa vérifiabilité et en les liant à la section « Notes et références ».
Les élections législatives grecques de 1977 ont eu lieu le 20 novembre 1977 afin d'élire les 300 députés du Parlement grec. La participation est de 81,1 %. ND remporte ces élections avec 41,8 % des suffrages soit 171 sièges et le PASOK arrive en seconde position, il obtient 25,3 % des suffrages et obtient 93 sièges. 